# Marknadsdomstolen (Finland)
Marknadsdomstolen (finska: Markkinaoikeus) är en specialdomstol i Finland som prövar mål och ärenden som rör konkurrensrätt, offentlig upphandling, industriellt rättsskydd, upphovsrätt och marknadsrätt. Chef för Marknadsdomstolen är överdomaren. I domstolen tjänstgör också marknadsrättsdomare och marknadsrättsingenjörer, samt beredare och kanslipersonal. Det finns också sakkunnigledamöter. Marknadsdomstolen inledde sin verksamhet den 1 mars 2002. Dess lokaler finns i Domstolarnas hus i Böle i Helsingfors.
Marknadsdomstolen dömer i tvistemål som gäller patent, arbetstagares uppfinningar, varumärken, mönsterrätt, firma eller annan industriell rättighet, upphovsrätt, företagshemligheter samt prövar frågor om skadestånd i sådana tvister. Bland de marknadsrättsliga ärendena i domstolen finns ärenden om otillbörligt förfarande i näringsverksamhet, konsumentskydd, indrivning av fordringar, reglering av avtalsvillkor mellan näringsidkare och marknadsföring av alkoholdrycker.
Domstolen beslutar också om påföljdsavgifter i konkurrens- och konsumentskyddsärenden.
Beslut av myndigheter i industriella ärenden överklagas genom besvär till Marknadsdomstolen. Det kan vara ärenden som gäller patent, nyttighetsmodell, varumärke, mönsterrätt eller annan industriell rättighet, domännamn, registrering av firma eller anteckning i handelsregistret. Detsamma gäller överklagande av konkurrens- och tillsynsärenden, till exempel elmarknadsärenden, naturgasmarknadsärenden, spårtrafikärenden, flygplatsnätärenden, konkurrensärenden och ärenden om företagsförvärv.